# Thomas Harper Ince

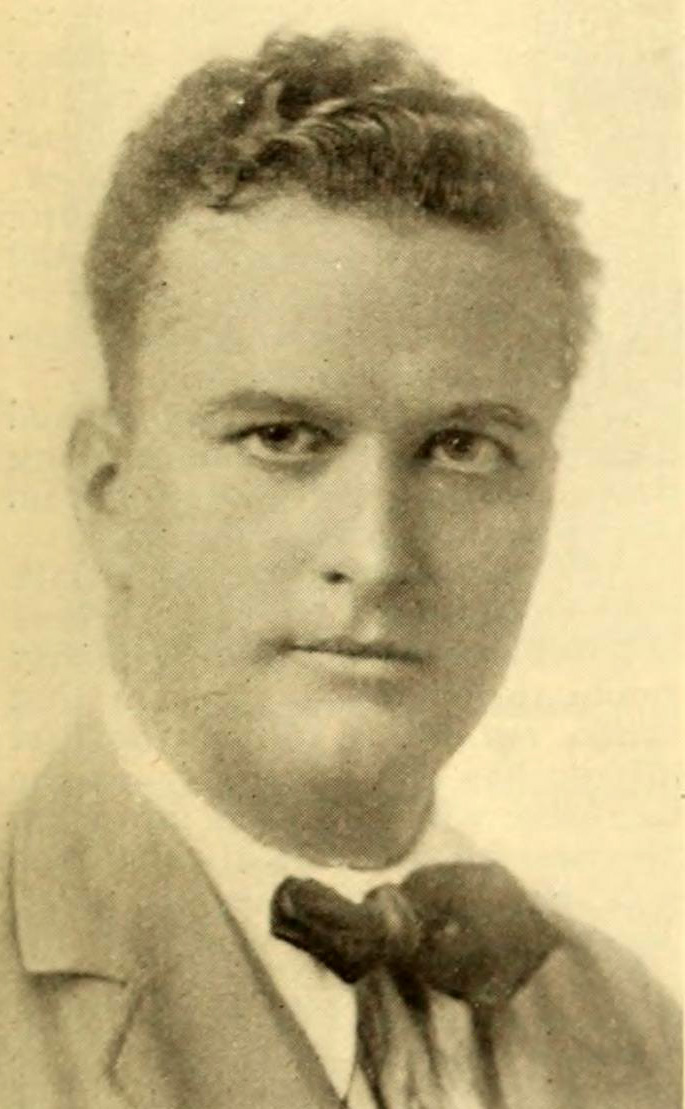
Thomas Harper Ince (1916)

Thomas Harper Ince, född 16 november 1882 i Newport i Rhode Island, död 19 november 1924 ombord på en båt utanför Kaliforniens kust, var en amerikansk regissör, skådespelare och filmproducent. Han debuterade i filmsammanhang 1909, via New York Motion Picture Corporation. Han blev också chef för deras ateljéer i Kalifornien. 
Tillsammans med D.W. Griffith och Mack Sennett bildade han och ledde Triangle-officien under dess glansperiod 1915-16, då Hollywoods filmproduktion växte fram som världens filmcentrum. Bland Inces egna filmer märks Civilization. Vid filmbolagets upplösning 1917 gick han vidare till Paramount.

## Inces död
Ince dog den 19 november 1924 ombord på William Randolph Hearsts yacht The Oneida under en födelsedagsfest till vilken många Hollywoodkändisar var inbjudna. Den officiella dödsorsaken var hjärtattack, men rykten uppstod att Hearst ska ha skjutit Ince. 2001 gjorde Peter Bogdanovich en film, Hollywoods hemlighet om detta.